# Torneo Apertura 2019 (Liga de Fútbol Femenino)
El Torneo Apertura 2019 es la IV edición del Torneo de liga de la Primera División Femenil de Panamá, siendo el inicio de la temporada 2019-2020. La Primera División Femenil de Panamá es la principal liga de fútbol semi-profesional en Panamá y esta regulada por la Federación Panameña de Fútbol.

## Fase de grupos

### Grupo A
|    | Equipos                | PJ | PG | PE | PP | GF | GC | Dif. | Pts. |
| -- | ---------------------- | -- | -- | -- | -- | -- | -- | ---- | ---- |
| 1. | Costa del Este         | 1  | 1  | 0  | 0  | 5  | 0  | 5    | 3    |
| 2. | Tauro                  | 1  | 1  | 0  | 0  | 1  | 0  | 1    | 3    |
| 3. | Alianza                | 1  | 0  | 1  | 0  | 0  | 0  | 0    | 1    |
| 4. | Plaza Amador           | 1  | 0  | 1  | 0  | 0  | 0  | 0    | 1    |
| 5. | Sporting San Miguelito | 0  | 0  | 0  | 0  | 0  | 0  | 0    | 0    |
| 6. | Colón C-3              | 0  | 0  | 0  | 0  | 0  | 0  | 0    | 0    |
| 7. | Atlético Nacional      | 1  | 0  | 0  | 1  | 0  | 1  | -1   | 0    |
| 8. | Árabe Unido            | 1  | 0  | 0  | 1  | 0  | 5  | -5   | 0    |

#### Jornada 1
| Fecha            | Hora  | Equipo local      | Resultado | Equipo visitante | Estadio                 |
| ---------------- | ----- | ----------------- | --------- | ---------------- | ----------------------- |
| 27 de septiembre | 17:00 | Costa del Este    | 5:0       | Árabe Unido      | Maracaná                |
| 27 de septiembre | 20:00 | Atlético Nacional | 0:1       | Tauro            | Maracaná                |
| 27 de septiembre | 20:00 | Alianza           | 0:0       | Plaza Amador     | Luis E. Cascarita Tapia |
| 29 de septiembre | 16:00 | Colón C-3         | :         | Sporting SM      | Armando Dely Valdés     |

### Grupo B
|    | Equipos           | PJ | PG | PE | PP | GF | GC | Dif. | Pts. |
| -- | ----------------- | -- | -- | -- | -- | -- | -- | ---- | ---- |
| 1. | Atlético Chiriquí | 0  | 0  | 0  | 0  | 0  | 0  | 0    | 0    |
| 2. | San Martín        | 0  | 0  | 0  | 0  | 0  | 0  | 0    | 0    |
| 3. | Centenario        | 0  | 0  | 0  | 0  | 0  | 0  | 0    | 0    |
| 4. | San Francisco     | 0  | 0  | 0  | 0  | 0  | 0  | 0    | 0    |
| 5. | Panamá Oeste      | 0  | 0  | 0  | 0  | 0  | 0  | 0    | 0    |
| 6. | Veraguas          | 0  | 0  | 0  | 0  | 0  | 0  | 0    | 0    |
| 7. | Universitario     | 0  | 0  | 0  | 0  | 0  | 0  | 0    | 0    |
| 8. | Independiente     | 0  | 0  | 0  | 0  | 0  | 0  | 0    | 0    |

#### Jornada 1
| Fecha            | Hora  | Equipo local      | Resultado | Equipo visitante | Estadio                 |
| ---------------- | ----- | ----------------- | --------- | ---------------- | ----------------------- |
| 27 de septiembre | 17:00 | San Martín        | 0:8       | Independiente    | Luis E. Cascarita Tapia |
| 27 de septiembre | 19:00 | Atlético Chiriquí | 1:2       | Centenario       | San Cristóbal           |
| 27 de septiembre | 19:00 | San Francisco     | 0:5       | Veraguas         | Agustín Muquita Sánchez |
| 28 de septiembre | 15:00 | Universitario     | :         | Panamá Oeste     | Virgilio Tejeira        |

## Fase final

#### Final
| Fecha           | Hora  | Equipo local  | Resultado | Equipo visitante | Estadio  |
| --------------- | ----- | ------------- | --------- | ---------------- | -------- |
| 18 de diciembre | 19:00 | Universitario | 3:0       | Tauro            | Maracaná |

|                                     |
|                                     |
| CD Universitario Campeón 3.° título |